# Krasnaja Now (rejon miedwieński)
Krasnaja Now (ros. Красная Новь) – chutor w zachodniej Rosji, w sielsowiecie niżnierieutczanskim rejonu miedwieńskiego w obwodzie kurskim.

## Geografia
Miejscowość położona jest 11,5 km od centrum administracyjnego sielsowietu (Niżnij Rieutiec), 5 km na północny zachód od centrum administracyjnego rejonu (Miedwienka), 27 km na południowy zachód od Kurska, 0,5 km od drogi magistralnej (federalnego znaczenia) M2 «Krym».
W chutorze znajdują się 33 posesje.
Klimat
Miejscowość, jak i cały rejon, znajduje się w strefie klimatu kontynentalnego z łagodnym ciepłym latem i równomiernie rozłożonymi opadami rocznymi (Dfb w klasyfikacji klimatów Köppena).

## Demografia
W 2010 r. chutor zamieszkiwało 39 osób.